# It’s Alright (East-17-Lied)
It’s Alright ist ein Lied der britischen Pop-Band East 17 aus dem Jahr 1993. Es wurde von Tony Mortimer geschrieben und am 22. November 1993 als sechste und letzte Single des Debütalbums Walthamstow ausgekoppelt.

## Hintergrund
It’s Alright wurde von Tony Mortimer geschrieben und von Phil Harding, Ian Curnow, Richard Stannard und Neil James Stainton produziert. Es erschien im November 1993 über das Label London Records als Single. Es handelt sich um einen Uptempo-Popsong, der mit einem langsamen Klavierintro beginnt und mit einem ähnlichen Outtro endet. Im Verlauf des Songs gibt es auch einen gerappten Teil. Der Songtext fordert die Hörer auf, positiv zu denken und das Leben optimistisch zu sehen, außerdem will die Gruppe selbst erfolgreich sein, ihre Zeit sei gekommen.

## Musikvideo
Auch ein Musikvideo wurde zu dem Song gedreht. Darin wird das Intro zuerst auf einer Bühne vor einem roten Samtvorhang und mit einem Flügel dargeboten. Dann ist die Gruppe auf einer großen Bühne mit Showtreppe vor Publikum zu sehen. Das Video wurde bei YouTube mehr als 20 Millionen Mal abgerufen.

## Rezeption

### Charts und Chartplatzierungen
Nachdem die Debütsingle House of Love es bereits in Schweden an die Chartspitze geschafft hatte, wurde It’s Alright zum zweiten Nummer-eins-Hit der Gruppe und zum ersten in der Schweiz. Im Vereinigten Königreich erreichte die Single Platz drei, in Deutschland Platz zwei und in Österreich Platz fünf.
| ChartsChartplatzierungen     | Höchstplatzierung | Wochen |
| ---------------------------- | ----------------- | ------ |
| Deutschland (GfK)            | 2 (25 Wo.)        | 25     |
| Österreich (Ö3)              | 5 (16 Wo.)        | 16     |
| Schweiz (IFPI)               | 1 (23 Wo.)        | 23     |
| Vereinigtes Königreich (OCC) | 3 (14 Wo.)        | 14     |

| ChartsJahrescharts (1993)    | Platzierung |
| ---------------------------- | ----------- |
| Vereinigtes Königreich (OCC) | 44          |

| ChartsJahrescharts (1994)    | Platzierung |
| ---------------------------- | ----------- |
| Deutschland (GfK)            | 8           |
| Österreich (Ö3)              | 21          |
| Schweiz (IFPI)               | 9           |
| Vereinigtes Königreich (OCC) | 95          |

### Auszeichnungen für Musikverkäufe
| Land/Region                  | Auszeichnungen für Musikverkäufe (Land/Region, Auszeichnung, Verkäufe) | Verkäufe  |
| ---------------------------- | ---------------------------------------------------------------------- | --------- |
| Australien (ARIA)            | Platin                                                                 | 70.000    |
| Deutschland (BVMI)           | Platin                                                                 | 500.000   |
| Frankreich (SNEP)            | Gold                                                                   | 250.000   |
| Vereinigtes Königreich (BPI) | Silber                                                                 | 200.000   |
| Insgesamt                    | 1× Silber · 1× Gold · 2× Platin ·                                      | 1.020.000 |